# 班珠倫丁
班珠倫丁（英語：Banjulunding）是甘比亞西部的城鎮，位於西部區北孔博。根據2008年所做的人口調查顯示，居住於班珠倫丁的總人口數量為8,029人。